# Dallas Adams
Dallas Rolando Adams fue un actor, pintor y dramaturgo británico que participó en muchas producciones de televisión y cine.

## Biografía
Vivió sus primeros años en Islington hasta que en la década de 1950 se mudó a South Oxhey cerca de Watford. Su familia era de clase trabajadora (su madre trabajaba como limpiadora y su padre Alec como taxista). Comenzó su carrera con la Royal Shakespeare Company en Stratford-upon-Avon en 1968.
Según las memorias de John Nathan-Turner, a principios de los años 1980, Adams fue el mayor ganador de una demanda por pensión alimenticia por ser homosexual en la historia legal inglesa, y su elección para Doctor Who había sido criticada por elementos homofóbicos en la prensa sensacionalista británica,  aunque Nathan-Turner restó importancia a las críticas, centrándose en su trabajo de Adams como actor, y posteriormente se encargaría de que el Daily Star no publicara información otros miembros del reparto que el reportero había estado investigando en los recortes de prensa.
Murió en Camden, Londres, en 1991 a causa del SIDA, a los 44 años.

## Filmografía

### Televisión
- Strange Report (1969)
- Thriller (1973-1976)
- Space: 1999 (1975-1977)
- Bergerac
- Doctor Who (en la serie Planet of Fire) (1984)
- Robin de Sherwood (1984-1986)
- Poirot de Agatha Christie[4]

### Cine
- Sueño de una noche de verano (1968)
- El abominable Dr. Phibes (1971)
- Frankenstein: La verdadera historia (1973)
- Desde más allá de la tumba (1974)
- Gulag (1985)
- El rey Ralph (1991).[5]